# Emil Nödtveidt
Emil Nödtveidt (pseudonim Nightmare Industries, ur. 11 listopada 1976 w Uddevalla) – szwedzki gitarzysta grający w zespole Deathstars. Jego bratem był Jon Nödtveidt z grupy Dissection.
Wraz z bratem Jonem współpracował przy projekcie Ophthalamia.